# Moores Schachtelhalm
Moores Schachtelhalm (Equisetum ×moorei) ist eine Hybride von Winter-Schachtelhalm (Equisetum hyemale) und Ästigem Schachtelhalm (Equisetum ramosissimum) aus der Gattung Schachtelhalme (Equisetum) innerhalb der Familie der Schachtelhalmgewächse (Equisetaceae). Sie kommt vereinzelt in West-, Nord- und Mitteleuropa vor.

## Beschreibung

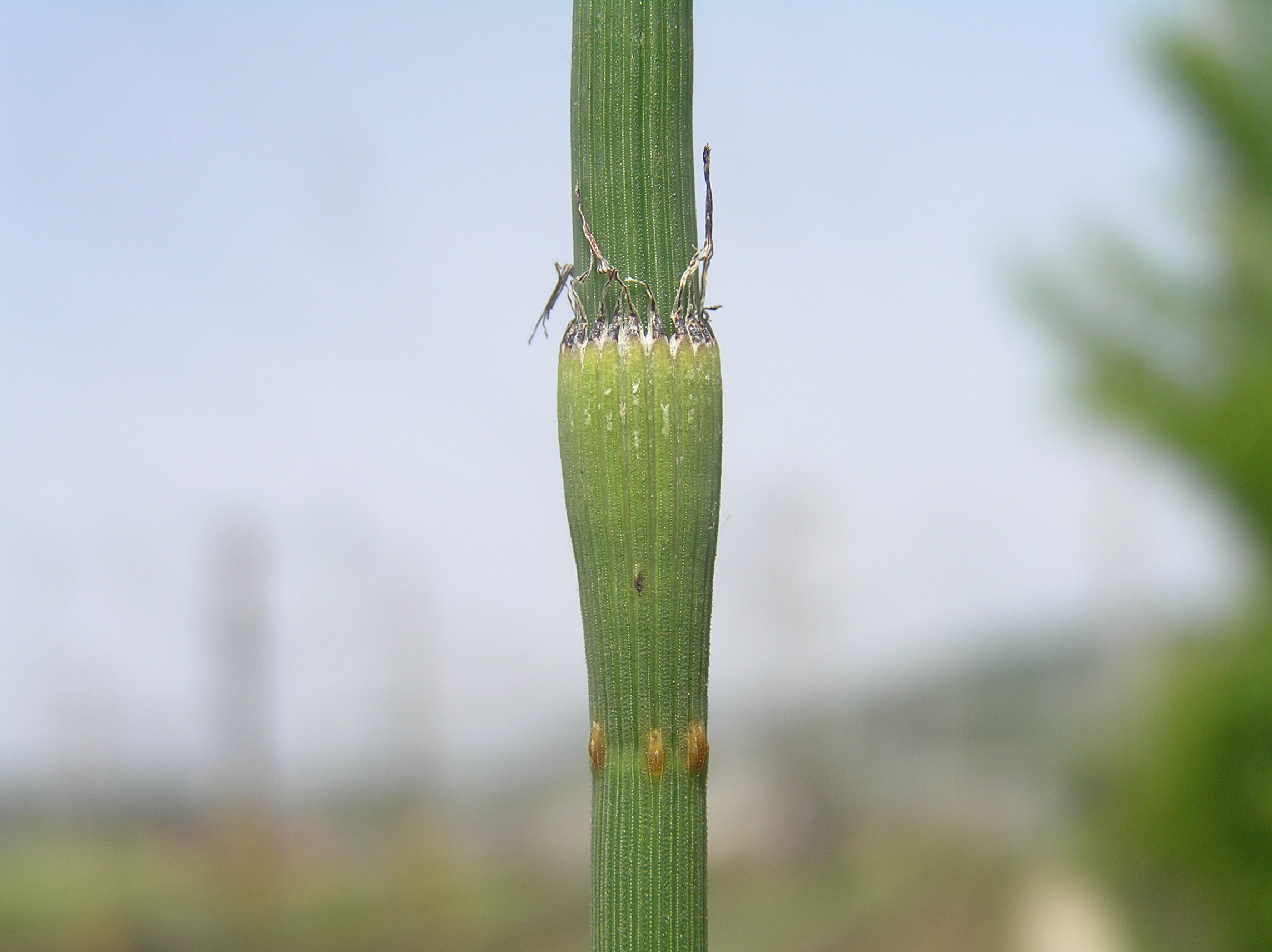
Stängelabschnitt

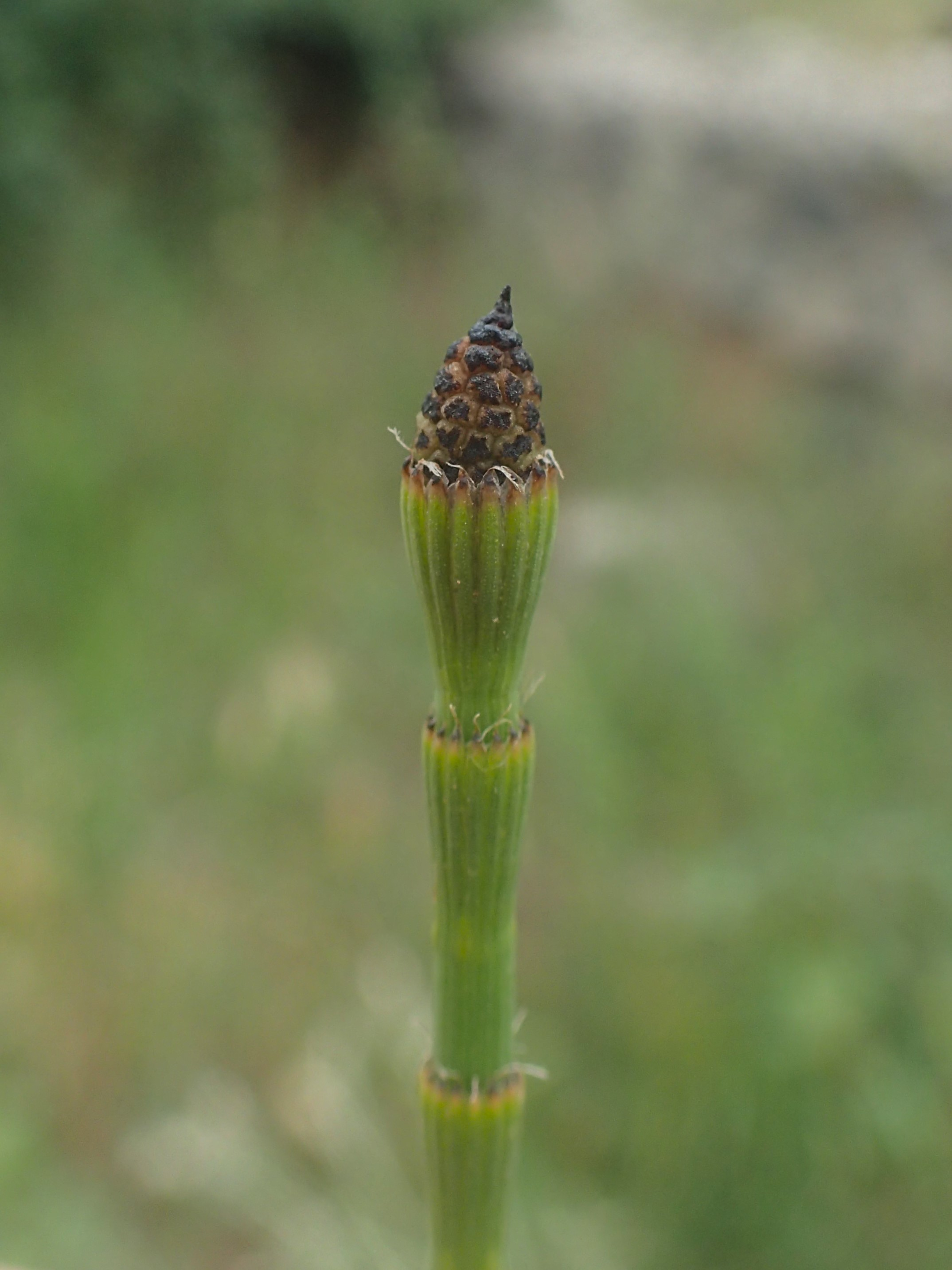
Sporangienstand

Moores Schachtelhalm wächst als nur teilweise wintergrüne, ausdauernde krautige Pflanze und erreicht Wuchshöhen von bis zu 80 Zentimetern. Der blassgrüne Stängel ist meist unverzweigt oder nur im oberen Bereich verzweigt. Die Internodien sind blassgrün, unter den Knoten nicht eingeschnürt und haben 12 bis 14 länglich-runde oder flache raue Rippen. Die Stängelscheiden sind 8 bis 10 Millimeter lang, oben erweitert, also zylindrisch-trichterförmig.
Die Zähne der Blattscheiden fallen mehr oder weniger früh ab. Sie sind dunkelbraun, glänzend, So lang wie die Scheidenröhre, schmal dreieckig mit einer gekrümmten Granne. Von ähnlichen Arten unterscheidet sich Moores Schachtelhalm mikromorphologisch durch das Vorhandensein von Inkrustierungen in Form von Querrippen unten und Punktierungen oben. Lichtmikroskopisch ist Moores Schachtelhalm durch Kollodiumabdrucke gut von seinen Elternarten zu unterscheiden. Sporangienstände sind selten.

## Vorkommen
Bei Moores Schachtelhalm handelt es sich um ein subkontinentales, eurasiatisches Florenelement. Es gibt Fundortangaben für England, Frankreich, die Schweiz, Deutschland, Österreich, Norditalien, Tschechien, Polen, die Slowakei, Ungarn, Schweden, Island, Estland, Lettland und den südöstlichen Teil des europäischen Russlands. Außerdem kommt die Art in Japan vor.
Moores Schachtelhalm kommt in Mitteleuropa nur vereinzelt vor. In der Oberrheinebene ist Moores Schachtelhalm verbreitet; selten findet man ihn am Hochrhein und im Bodenseegebiet. Er ist dort eine Charakterart des Querceto-Ulmetum aus dem Verband Alno-Ulmion. In der Schweiz hat er vereinzelte Vorkommen.
Moores Schachtelhalm bildet in Mitteleuropa lockere bis mäßig dichte Herden an lichten, mäßig trockenen (bis mäßig frischen) kalkreichen, basischen, nährstoffsarmen, oft sandigen bis sandig-kiesigen Standorten, sowie an Dämmen und Böschungen und in brachgefallenen Halbtrockenrasen.

## Taxonomie
Moores Schachtelhalm wurde 1854 von Edward Newman in The Phytologist Band 5, S. 19 als Art Equisetum moorei erstbeschrieben. Ein Synonym ist Hippochaete moorei (Newman) H.P.Fuchs. Er ist benannt nach seinem Entdecker, dem britischen Botaniker David Moore.